# 7e compagnie indépendante
Pour les articles homonymes, voir 7e compagnie.
 (août 2018).
La 7e compagnie indépendante (7 Indep Coy) est une compagnie de volontaires français ou francophones, présente en Rhodésie pendant la guerre du Bush de Rhodésie du Sud. Elle était composée au maximum d'environ 120 hommes. Dans l'histoire de l'armée rhodésienne, cette compagnie a été la seule composée uniquement d'étrangers. Elle a existé d'octobre 1977 à mai 1978, au sein du 1er bataillon de l'armée rhodésienne et a participé à deux contre-insurrections de l'opération Hurricane dans le nord-est de la Rhodésie, aujourd’hui le Zimbabwe. 
Durant la guerre du Bush, l'armée rhodésienne à court d'effectif choisit d'engager des volontaires d'autres pays, avec le même salaire et les mêmes conditions de service que l'armée locale. La plupart des recrues étrangères étaient jusque-là engagées dans la Rhodesian Light Infantry (RLI), qui avait lancé en 1974 un vaste programme de recrutement à l'étranger, et qui exigeait de ses recrues un bon niveau d'anglais. Fin 1977 l'armée tente de reproduire le succès du RLI et forme pour cela la 7e compagnie indépendante, composée de francophones. Le régiment comptait déjà six compagnies indépendantes et l'unité francophone devient la septième.
La compagnie est formée d'anciens parachutistes et légionnaires français, et de jeunes aventuriers. Elle éprouve au début des difficultés d'intégration au sein de l'armée rhodésienne et est perturbée par la position qu'on lui donne. Pour lui remonter le moral et créer un fort esprit de corps, l'armée leur fabrique des insignes de bérets avec le drapeau tricolore et les autorise chaque matin à hisser le drapeau français au côté du drapeau rhodésien. Plusieurs soldats français ont démissionné après leur première opération, pensant qu'en tant que mercenaires, ils seraient mieux payés que les soldats rhodésiens.
Sur le terrain leur rendement a été inférieur à ce qui était prévu, mais ils ont néanmoins été impliqués dans plusieurs opérations à succès entre février et mars 1978. Cependant, leur mauvais traitement de la population locale les a rendu impopulaires dans le secteur opérationnel. À la suite d'une série de catastrophes (plusieurs incidents, décès et incendies) la compagnie est officiellement dissoute le 13 mai 1978. Une partie des hommes de l'unité, dirigés par Bob Denard, est impliquée le jour même dans un coup d'État aux Comores, soutenu par les gouvernements français, rhodésien et sud-africain[réf. nécessaire].

## Contexte

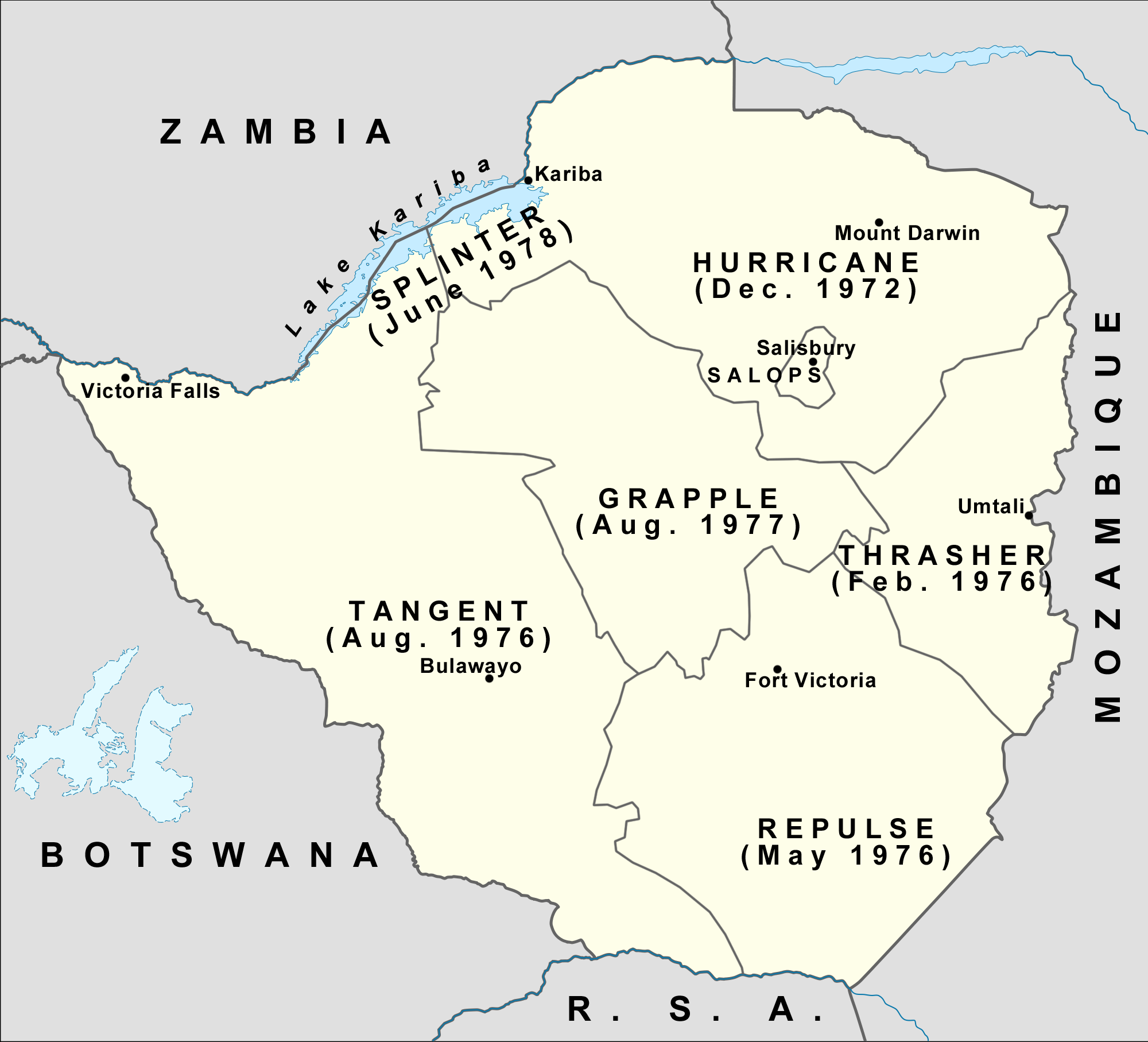
Les Rhodesian Security Forces avaient défini sept aires d'intervention dans le pays dans les années 1970. La première fut l'opération Hurricane en décembre 1972,

À la suite d'un désaccord avec le gouvernement britannique sur les conditions d'une indépendance totale, le gouvernement de la Rhodésie (ou Rhodésie du Sud), majoritairement blanc et dirigé par Ian Smith, déclare son indépendance le 11 novembre 1965. Les Britanniques et l'Organisation des Nations unies refusent cet état de fait et imposent des sanctions économiques au pays. Pendant ce temps les deux groupes nationalistes noirs les plus importants du pays, soutenus par les communistes, l'Union nationale africaine du Zimbabwe (ZANU) et l'Union du peuple africain du Zimbabwe (ZAPU), mobilisent leurs branches armées (Zimbabwe African National Liberation Army (ZANLA) et Zimbabwe People's Revolutionary Army (ZIPRA), pour ce qu'ils appellent la « seconde Chimurenga », avec pour objectif de renverser le gouvernement et d'obtenir un gouvernement représentatif de la population.

## Formation: octobre 1977
À court d'effectifs, le commandement rhodésien fait l'essai d'engager des troupes non-anglophones, en unité constituée. Il recrute en France d'anciens paras ou légionnaires. Les plus anciens sont très expérimentés (Algérie, Yémen, Angola). De plus jeunes ont fait Beyrouth ou le coup du Bénin. D'autres en sont à leur première aventure. Les radio-interprètes sont des Français engagés à titre individuel (Grey's Scouts, Rhodesian Light Infantry).
Attachée au 1RR (1st Battalion, The Rhodesia Regiment (en)) qui appartient à la 2e brigade, commandée par le général Maclean, la compagnie est formée au camp de Cranborne, fief du Rhodesian Light Infantry, dans la banlieue de Salisbury (Harare).

## Engagement
La compagnie est engagée dans le nord-est du pays, où l'insurrection a débuté. L'opération est appelée Operation Hurricane. La région du Mashonaland est tenue par les partisans du ZANLA, branche armée du ZANU (Zimbabwe African National Union), parti de Robert Mugabe.

## Tactiques
De petites équipes de quatre hommes (ou sticks) armées de fusils et d'une mitrailleuse, mais surtout d'un poste radio, furètent dans un secteur bien délimité, à la recherche des partisans du ZANLA, pendant une période de durée variable, jusqu'à deux semaines.
Les sticks emploient plusieurs procédés. 
- De jour : poste d'observation, embuscade, patrouille,
- De nuit : poste d'écoute, embuscade, patrouille (rare).

Quand une bande est repérée, le chef de stick rend compte. Le chef du secteur prévient le commandement régional qui active alors ou non une « Fire Force ». Si la Fire Force est indisponible, il faut y aller[pas clair].

## Premier tour d'opérations
Le premier « Battle camp » a lieu en novembre 1977 et le premier « Bush trip » dure de novembre 1977 à janvier 1978.
La compagnie s'installe au camp de Rusambo, aire de Rushinga, dans le Chimanda Tribal Trust Land (région agricole indigène), où stationne une compagnie de « territorials » (jeunes réservistes) dont le chef, conseillé par une équipe de spécialistes du renseignement, exerce le commandement du secteur.
Par deux ou trois, les mercenaires sont intégrés dans les sticks rhodésiens. Des problèmes de langue et de discipline commencent à apparaitre. Des sticks français sont envoyés sur le terrain. De nouveaux problèmes surgissent (façons de faire, imprudences, incompréhension mutuelle).
Fin novembre, la compagnie est consignée au petit camp de police de Marymount (est de Rusambo, près de la frontière du Mozambique). 
Le 6 janvier 1978, deux camions sont embusqués entre Rusambo et Marymount par des insurgés qui épiaient ces liaisons trop fréquences sur la même route. L'attaque fait deux blessés dont l'un meurt quinze jours plus tard à l'hôpital.
Le 13 janvier 1978, le premier camion du convoi qui ramène la compagnie de Marymount à Rusambo est attaqué. L’attaque fait un mort et trois blessés graves. Les insurgés attendaient un convoi des affaires indigènes qui déménageait un kraal vers un village protégé. 
Le 17 janvier 1978, la compagnie (120 hommes), rassemblée aux Brady Barracks (Salisbury), vient d'être soldée et hue les officiers rhodésiens du 1RR.
La première période de repos et de récupération (Rest & Recuperation) a lieu entre janvier et février 1978. 
L'état-major rhodésien hésite à poursuivre l'expérience, mais il décide finalement d'accorder une seconde chance à l'unité, dont le commandant est expérimenté. La plupart des mercenaires sont rapatriés sur leur demande. Seul demeure un noyau d'une quarantaine de volontaires plus motivés.

## Deuxième tour d'opérations
Le 2e Battle camp a eu lieu en février 1978. La compagnie est stationnée quelques jours au camp de Mount-Darwin (nord-est de Salisbury). Cette fois-ci la Rhodesian Army a fourni ses propres interprètes. 
Le 2e Bush trip a lieu de février à avril 1978.
La compagnie est seule (pas de compagnie de réservistes rhodésiens) à Rusambo avec des éléments de protection qui gardent le camp et une équipe mixte de policiers rhodésiens et sud-africains (Special Branch et Criminal Investigation Department).
Le 26 février 1978 un stick français repère 7 insurgés qui tiennent un pungwe (réunion de propagande) dans un kraal. Une Fireforce du Rhodesian Light Infantry en tue quatre, dont un cadre porteur de documents.
Le 27 février 1978 un stick international observe 11 insurgés qui entrent dans un kraal. La Fireforce intervient trop tard.
Le 1er mars 1978 un stick rhodésien repère une bande à 2 km de Rusambo. La Fireforce intervient. Les mercenaires y prennent part et 18 insurgés (sur 28) sont tués.
À plusieurs reprises, le secteur est de Rusambo est gelé : les troupes consignées au camp tandis que des équipes de forces spéciales rhodésiennes (Selous Scouts, RLI) maraudent sans aucun résultat.
En avril 1978 a lieu la 2e période de repos et de récupération.
Plusieurs mercenaires, ayant croisé les bras[pas clair], sont mis en prison. Les autres (anciens sous-officiers de l'armée française, anciens légionnaires) gardent le calme des vieilles troupes. Trois insolents (non grévistes) sont expédiés, pour l'exemple, en détention, aux Llewelyn Barracks, Bulawayo (Matabeleland), la compagnie disciplinaire.

## Licenciement: mai 1978
Le 13 mai 1978 : la compagnie rassemblée dans un hangar des Brady Barracks (Salisbury) est officiellement licenciée pour ses difficultés d'intégration.

## Expériences comparables
- Passés dans la Rhodesian Army, après la chute du Mozambique, les soldats portugais de troupes d'élite (Flechas, Fusilieros Especialos) avaient eu de telles difficultés d'intégration que la plupart n'étaient pas restés.
- À l'époque du licenciement de la 7e compagnie indépendante, les vétérans américains recrutés, en unités constituées, par les Rhodésiens, sont cantonnés à la défense de points sensibles (fermes, etc.).
- Les Rhodésiens (SAS, RLI, Selous) passés dans l'armée sud-africaine, après la chute de la Rhodésie, connaîtront, à leur tour, des difficultés d'intégration telles que la plupart partiront au bout d'un an.